# TREND

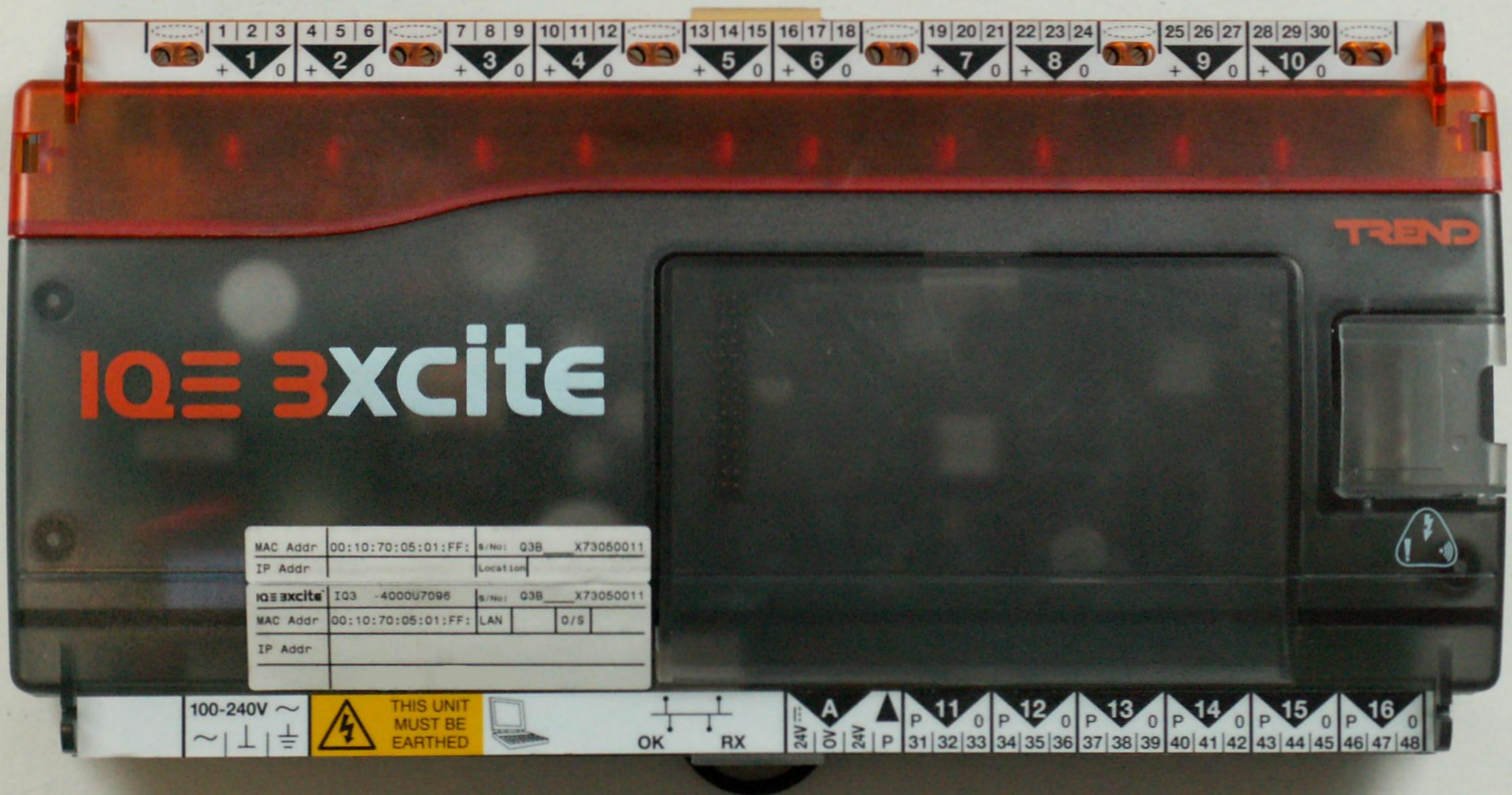
DDC-GA-Komponente von TREND

Unter der Marke TREND vertreibt die britische Trend Control Systems Limited ihre Produkte zur Gebäudeautomation.
Die Produktpalette umfasst die Bereiche Direct-Digital-Control-Gebäudeautomation (DDC-GA), Gebäudeleittechnik (GLT), Sensoren und Aktoren.

## Firmengeschichte
Im Jahr 1980 wurde die Firma in Großbritannien gegründet, 2002 wurde sie vom britischen Mischkonzern Caradon übernommen, welcher sich kurze Zeit später in Novar umbenannte. Im Jahr 2004 erfolgte der Zukauf der amerikanischen Alerton.
2005 wurde NOVAR, mitsamt ihrer Tochter TREND, vom amerikanischen Mischkonzern Honeywell gekauft, womit sich nun drei Produktlinien im Bereich der Gebäudeautomation unter dem Dach von Honeywell befinden.
Im Unterschied zu Honeywell erfolgt der Vertrieb der Produkte bei TREND indirekt durch Systemhäuser, welche unabhängig vom Hersteller am Markt agieren.